# Vereniging Basisinkomen
De Vereniging Basisinkomen is een Nederlandse vereniging, opgericht op 31 januari 1991, ter bevordering van de invoering van een basisinkomen. 

## Geschiedenis
In 1985 adviseerde de Wetenschappelijke Raad voor het Regeringsbeleid de invoering van een basisinkomen. Het kabinet-Lubbers I heeft dit advies naast zich neergelegd. Dit heeft de Voedingsbond van de Federatie Nederlandse Vakbeweging, het Christelijk Nationaal Vakverbond en de Politieke Partij Radikalen ertoe aangezet om in 1987 de Stichting Werkplaats Basisinkomen op te richten om het idee van een basisinkomen verder uitwerken. In 1991 ging de werkgroep op in een nieuwe Vereniging van Vriendinnen en Vrienden van het Basisinkomen, of kortweg Vereniging Basisinkomen. De vereniging is aangesloten bij het Basic Income Earth Network.